# Learjet 85
Il Learjet 85  è un business jet bigetto progettato dalla Learjet, divisione del gruppo Bombardier. Il progetto venne cancellato dalla società nel 2015.

## Storia del progetto
Il programma è stato lanciato il 30 ottobre 2007 e un mockup del velivolo è stato presentato nel mese di ottobre 2008 presso lo show NBAA di Orlando. L'aereo è stato progettato per raggiungere una velocità di crociera crociera di Mach 0,82 e in grado di percorrere fino a 3 000 miglia nautiche (5 600 km).
Nel 2009 la Bombardier aveva registrato quasi 60 ordini ad un prezzo di US $ 17,2 milioni. Nel 2011 la Flexjet ha annunciato che sarebbe stata il cliente di lancio, con sette ordini.
Il 21 ottobre 2010 la Bombardier ha aperto un impianto per la produzione di componenti Learjet 85 a Querétaro, in Messico. L'impianto è stato inaugurato dal presidente Felipe Calderón. Alcune componenti sarebbero state prodotte a Belfast in Irlanda del Nord.
Il primo volo di prova venne effettuato il 9 aprile 2014.
Il 15 gennaio 2015, Bombardier ha annunciato la decisione di sospendere il programma Learjet 85 e tagliare 1 000 posti di lavoro.